# Мухаммад Юсуф Мухаммад Садик
Шейх Мухаммад Садик Мухаммад Юсуф (узб. Muhammad Sodiq Muhammad Yusuf; 15 квітня 1952, Андижан — 10 березня 2015, Ташкент) — радянський та узбецький релігійний діяч і богослов. Муфтій і голова Духовного управління мусульман Середньої Азії і Казахстану. Народний депутат СРСР. Співзасновник і член Ради секретарів Всесвітнього союзу мусульманських улемів.

## Життєпис
Мухаммад Садик Мухаммад Юсуф народився 15 квітня 1952 року в Узбекистані, в сім'ї релігійного вченого. Його батько — учитель Мухаммад Юсуф дав синові початкову релігійну освіту, створив усі умови, щоб він був успішним у школі, прищепив любов до читання.
Закінчивши середню школу, у 1970 році Мухаммад Садик навчався в медресе «Мир Араб» у Бухарі, яке успішно закінчив екстерном. У 1973 році вступив до Ташкентського ісламського інституту імені імама Бухарі. Після закінчення інституту у 1975 році, працював у журналі «Мусульмани Радянського Сходу». У 1976 році вступив до університету «Дава Ісламія» у Триполі (Лівія), який закінчив у 1980 році з відзнакою. Повернувшись на батьківщину, працював у відділі зовнішніх зв'язків Духовного управління мусульман Середньої Азії і Казахстану, викладав у Вищому ісламському інституті ім. Імама Бухарі. За цей час Мухаммад Садик розробив новий навчальний план інституту, впровадив викладання нових ісламських дисциплін, налагодив забезпечення слухачів необхідною навчальною і науковою літературою. У 1986 році стає ректором інституту.
6 лютого 1989 року Мухаммад Садик Мухаммад Юсуф стає муфтієм — главою Духовного управління мусульман Середньої Азії і Казахстану, а напередодні здобуття незалежності Узбекистану шейх був обраний депутатом Верховної Ради СРСР і став першим муфтієм незалежного Узбекистану.
Зі здобуттям незалежності народу було дано релігійні свободи, муфтій Мухаммад Садик Мухаммад Юсуф став найпопулярнішою постаттю в Узбекистані. У тому ж році він був обраний народним депутатом СРСР.
Свою діяльність як муфтій і голова Духовного управління шейх спрямував на усунення існуючих перешкод на шляху здобуття мусульманами своїх релігійних прав, на набуття можливості здобувати релігійну освіту, відновлення ісламської культури. Як Голова Духовного управління мусульман Середньої Азії і Казахстану, а також як народний депутат Верховної Ради СРСР, він представив тодішньому уряду докладну доповідь про життя мусульман усієї країни, вимагаючи відновити і захистити їх права. Після цього політика держави по відношенню до мусульман змінилася. Дозволили відкривати мечеті, ісламські навчальні заклади, видавати релігійну літературу, виконувати безліч релігійних обов'язків, заборонених за часів радянської влади. За депутатським запитом прийнято указ про організацію паломництва мусульман з СРСР.
Однак, у 1993 році Шейх Мухаммад Садик Мухаммад Юсуф пішов у відставку, залишивши пост глави Духовного управління. У цей період він працював у міжнародній організації «Ліга ісламського світу» зі штаб-квартирою у Мецці, а потім — в Ісламському університеті в Лівії.
Після терактів у Ташкенті в 1999 році Мухаммад Садик Мухаммад Юсуф отримав офіційне запрошення повернутися до Узбекистану. Влада пішла на цей крок, мабуть, тому, що зрозуміла, що потрібно підтримувати богословів, які проповідують істинний Іслам, бачачи як швидко поширюються в країні ідеї екстремістських релігійних організацій.
Повернувшись на батьківщину в Узбекистан, Мухаммад Садик Мухаммад Юсуф узявся за написання безлічі богословських праць. Він брав участь у великій кількості заходів і зборів по всій країні, присвячених підвищенню наукової та релігійної культури мусульман, здійснив смисловий переклад Священного Корану узбецькою мовою, видані більше сотні його книг і перекладів з ісламських наук.

## Діяльність
Останні роки Мухаммад Садик Мухаммад Юсуф, будучи членом установчих зборів «Всесвітнього Ісламського зв'язку», був зайнятий роботою з розвитку релігійної культури серед жителів Узбекистану через сайт Islom.uz. Він постійно брав участь у наукових конференціях, семінарах, зборах і зустрічах по всьому світу.
Мухаммад Садик Мухаммад Юсуф був членом наступних мусульманських організацій:
1. Рада секретарів Всесвітнього союзу мусульманських улемів (співзасновник);
2. Установча рада Всесвітньої Ісламської Ліги (Мекка);
3. Президія Всесвітньої асоціації тасаввуфа;
4. Генеральний секретаріат Всесвітнього народного ісламського керівництва;
5. Президія Всесвітньої ради ісламського заклику;
6. Королівська Академія ісламської думки (Йорданія);
7. Виконавче бюро Зборів ісламських улемів і мислителів світу (Мекка);
8. Вчена рада Світового ісламського університету (Ісламабад);
9. Всесвітня асоціація мечетей.

## Смерть
Мухаммад Садик Мухаммад Юсуф помер 10 березня 2015 року у 62 роки. Причиною смерті став серцевий напад, який спіткав шейха у спортзалі Ташкентського ісламського університету.
Похорон відбувся в Ташкенті. Похоронна молитва пройшла у мечеті шейха Зайніддіна у староміській частині Ташкента. У церемонії поховання взяло участь близько 200 тисяч людей не тільки з Ташкента, а й з усіх регіонів Узбекистану і сусідніх країн.
Після смерті Мухаммад Юсуфа Глава Чечні Рамзан Кадиров оголосив про рішення назвати його ім'ям одну з вулиць Грозного.
Відкрита за кілька днів після його смерті мечеть у південнокорейському місті Коджедо була названа на його честь. Також 26 травня 2015 року у Шимкенті (Казахстан) відкрили мечеть, названу на честь Мухаммада Юсуфа.
Побудована за ініціативою президента Шавката Мірзієва в Чіланзарському районі Ташкента мечеть носить його ім'я.

## Публікації
Духовно-просвітницькі твори, статті та проповіді Мухаммада Садика Мухаммада Юсуфа розміщені на порталі www.islom.uz. Портал став переможцем інтернет-конкурсу домену .uz за номінаціями «Кращий сайт державною мовою» (2009) і «Найбільш відвідуваний сайт» (2010). 
- Серія «Хадіси й життя» (39 томів)
- «Іман. Іслам. Куръан»
- «Суннітські віропереконання»
- «Акийда Тахавія» (переклад)
- «Усулул фікх» (методологія фікха).
- «Кіфая» (коментарі до «Мухтасарі Вікая»).
- «Васатія — шлях життя»
- «Про розбіжності»
- «Станемо богобоязкими»
- «Поклоніння хадж»
- «Релігія — наставництво»
- «Чистота — від іймана»
- «Сімя — палац щастя»
- «Історія — аманат»
- «Отруйний кинджал у серці суспільства»
- «На шляху чистоти Іслама»
- «Права людини в Ісламі»
- «Екологія в Ісламі»
- «Іслам і охорона навколишнього середовища»
- «Іслам проти моральних злочинів»
- «Зустрічаючи Рамадан»
- «Уявлення про тасаввуфа»
- «Виховання душі», тритомний.
- «Скарб (криниця) благонравій» (Переклад і коментарі «Адабул муфрад» аль-Бухарі).
- «Набожність і зв'язування сімейних вуз» (Переклад і коментарі «Кітабул біррі вас-сіла» Марвазі).
- «Мусталахул хадіс» (трактат про термінологію науки хадісознавство).
- «Це — Расулуллах».
- «Наука акаїд і пов'язані с нею питання».
- «Розбіжності. Причини. Рішення».
- «Напрямок і книги фікха».
- «Расулуллах саллаллаху алайхі васаллам» (Збірка хадісів).